# Saint-Martin-de-Vaulserre
Saint-Martin-de-Vaulserre é uma comuna francesa na região administrativa de Auvérnia-Ródano-Alpes, no departamento de Isère. Estende-se por uma área de 3,92 km². Em 2010 a comuna tinha 259 habitantes (densidade: 66,1 hab./km²).